# Ogerio Alfieri
Ogerio Alfieri (circa 1230 - circa 1294) fou un escriptor italià, autor d'una Cronaca della città di Asti (Crònica de la ciutat d'Asti).

## Biografia
Ogerio Alfieri pertanyia a la família Alfieri de Mombercelli, una de les famílies nobles dels gibel·lins més importants d'Asti. Ogerio tenia un fill dit Bartolomeo 
Va ocupar importants càrrecs públics dintre de la ciutat, incloent el càrrecs de sapiens el 1292, el de sagrista Comunis el 1293 -és a dir, custodi dels documents públics- i va formar part activa en la transcripció dels papers del líber Vetus, el 1292, sota les ordres del Podestà Guglielmo Lambertini.
El cronista Guglielmo Ventura també explica sobre Alfieri que se li va confiar la custòdia d'una rica tenda de campanya (Tentorium magnum), sostret a la guerra contra al marquès Guillem VII de Montferrat, i que va ser portada triomfalment a la ciutat, amb vint bous junyits.

## LaCronaca
La Cronaca d'Ogerio Alfieri, consta de 44 peces curtes què van des de l'origen de la ciutat d'Asti, a la llegendària expansió de la ciutat per Brennus en el 380 aC, passant pels enfrontaments amb Khair ed-Din Barba-rossa i l'expansió dels Casane Astigiane (activitat bancària), fins al 1294 any probable de la mort de l'autor.
Els curts capítols estan escrits en un llatí clar i senzill, un llenguatge destacat, quasi notarial. En aquests escrits apareixen termes en llengua vernacla, com Francia, guerra, gabia, quarterium, segnorìa.
Mai no s'ha trobat l'original de la Crònica, però hi ha una còpia del segle xiv i quatre còpies posteriors totes datades el segle xvi.
La còpia més antiga està inclosa al Codex Astensis o de Malabayla.
Dels quatre exemplars del segle xvi, dos han estat utilitzats per l'Abat Malaspina en el seu Scriptores, una còpia es transcriu a partir del monjo cistercenc Lorenzo Salvai i el quart exemplar es conserva a l'arxiu de Torí.

## El panorama polític en el moment de la Crònica
Al segle xiii, el Piemont tenia una certa estabilitat política, Asti es troba en el màxim període de la seva expansió territorial, i el cronista va poder gaudir de la importància del municipi. El govern té una prevalença popular, amb la presència, tanmateix, a diferència de moltes altres realitats urbanes, dels representants de la noblesa local.
En el context de la seva crònica, de vegades demostra massa la bondat d'Asti. En alguns passatges comença a sorgir el malestar que afligeix la societat d'Asti als segles esdevenidors: la lluita civil i la intromissió cada vegada més complicada a la política interna de les forces senyorials externes.

No és casualitat que el capítol 41 tingui per títol: Di alcuni cittadini pieni di falsità, ignavia e inganno (D'alguns ciutadans plens de falsedat, de covardia i d'engany), afirmant que:
| « | ... que de vegades fingeixen fer alguna cosa bona per la utilitat de la ciutat i tanmateix actuen així per poder robar millor i sostreure una gran quantitat dels béns comuns... | » |